# 阿弗盧尼 (加利福尼亞州)
阿弗盧尼（英語：R Flourney）是位於美國加利福尼亞州莫多克縣的一個非建制地區。該地的面積和人口皆未知。

## 地理
阿弗盧尼的座標為41°12′40″N 120°31′37″W / 41.21111°N 120.52694°W，而該地的平均海拔高度為1360米（即4462英尺）。